# Musée Atlantrain
Le musée Atlantrain est un ancien musée français situé dans le village de Saint-Just-Luzac, en Charente-Maritime, commune rurale et ostréicole située dans le canton de Marennes.
Le musée Atlantrain est fermé depuis le 17 août 2011, date du décès de son fondateur Monsieur André Flon.

## Histoire
Le musée, initialement implanté à Paris en 1968, a été transféré à Saint-Just-Luzac et y a pris le nom d'Atlantrain.

## Collections
Le musée comprend une collection de plus de 2500 trains miniatures, (locomotives, wagons et tramways) et divers jouets.
Certains de ces jouets sont très anciens : le musée renferme ainsi un train de plancher Rossignol datant de 1875. On peut également y admirer une reproduction au 1/32 ème d'une locomotive à vapeur 141 R, en état de marche.

## Sources